# سام سيمبسون
سام سيمبسون (بالإنجليزية: Sam Simpson)‏ هو لاعب جمباز فني أسترالي، ولد في 24 أبريل 1984.

## وصلات خارجية
- سام سيمبسون على موقع الاتحاد الدولي للجمباز (biography) (الإنجليزية)
- سام سيمبسون على موقع أوليمبيديا (الإنجليزية)